# Imię róży (film)

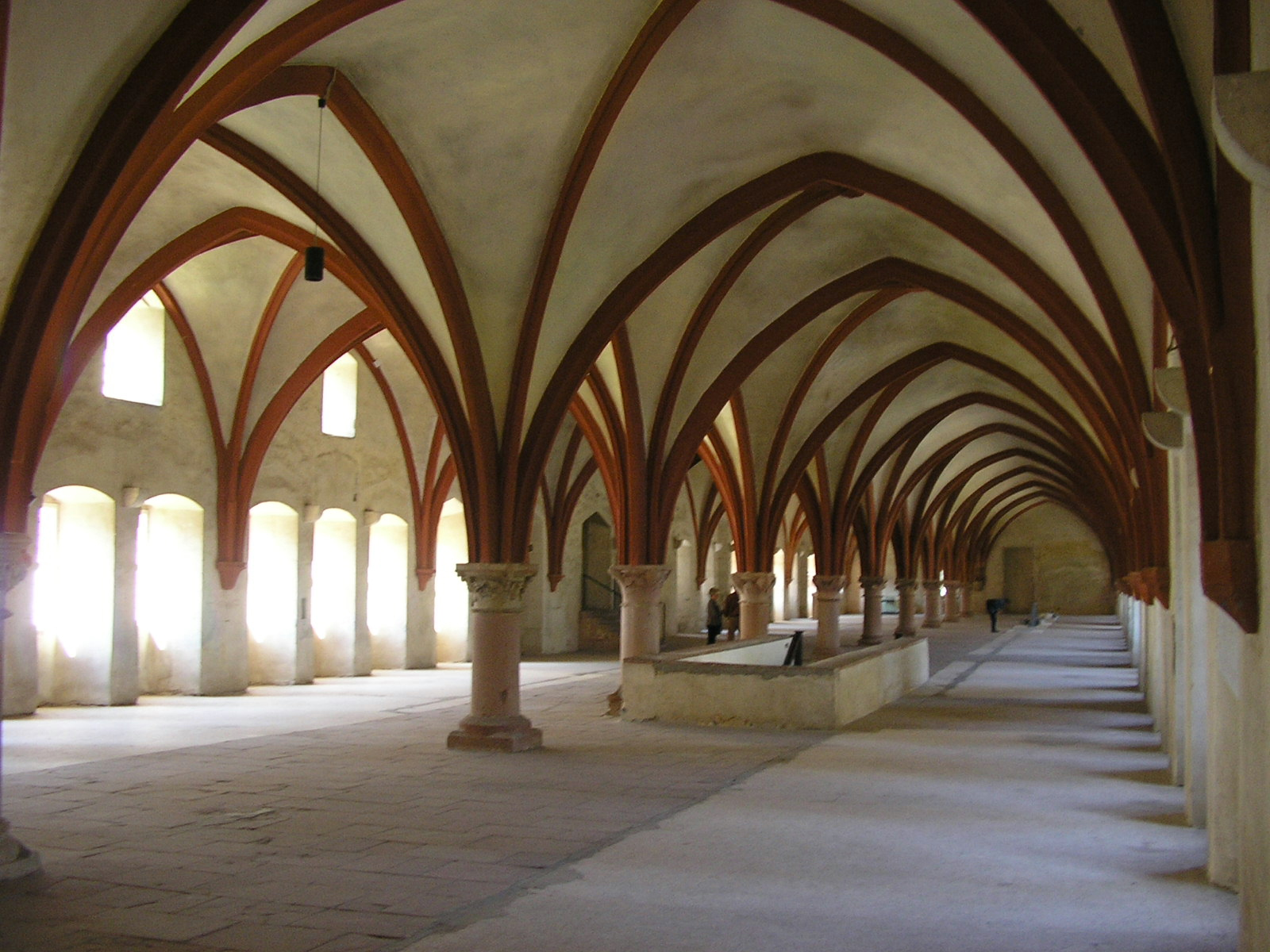
Klasztor Eberbach, Dormitorium (sypialnia)

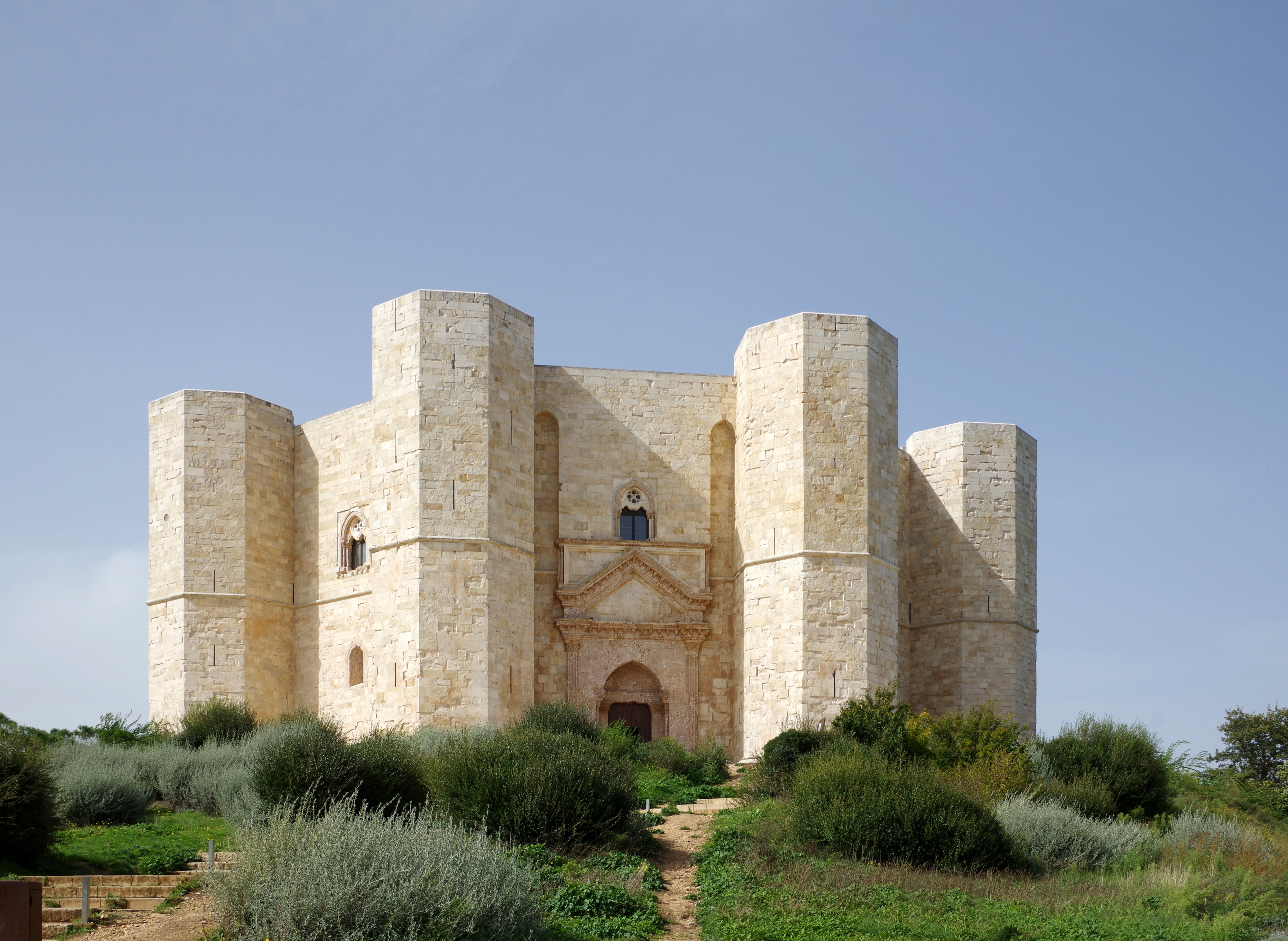
Castel del Monte w Apulli we Włoszech

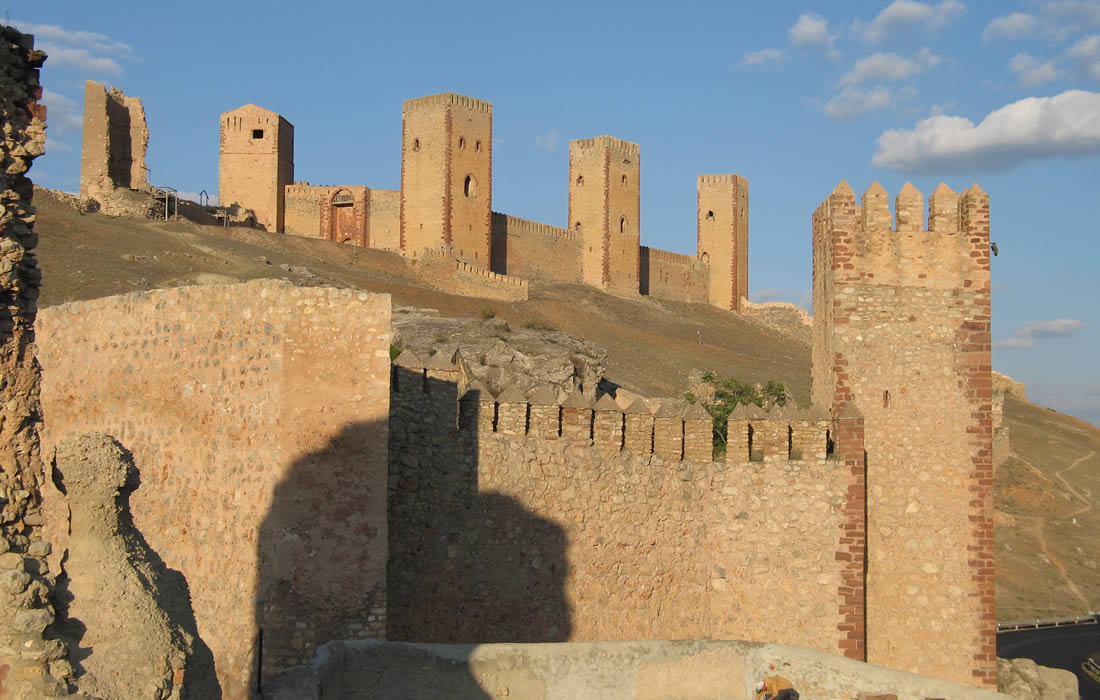
Zamek w Molina de Aragón w Hiszpanii

Imię róży (niem. Der Name der Rose) – francusko-włosko-niemiecki film fabularny z 1986 roku w reżyserii Jean-Jacques’a Annauda.
Film powstał na podstawie książki Umberta Eco Imię róży. Scenariusz jest dziełem zbiorowym, napisali go: Andrew Birkin, Gérard Brach, Howard Franklin, Alain Godard.
Główne role obsadzili Sean Connery (jako brat Wilhelm z Baskerville), F. Murray Abraham (jako inkwizytor Bernard Gui) oraz Christian Slater (wcielił się w postać Adso). Zdjęcia do filmu wykonał Tonino Delli Colli, a muzykę stworzył James Horner. Film został nakręcony m.in. w autentycznym klasztorze z XII wieku.

## Obsada
- Sean Connery – Wilhelm z Baskerville
- Christian Slater – Adso z Melku
- Michael Lonsdale – Opat
- F. Murray Abraham – Bernard Gui
- Helmut Qualtinger – Remigiusz z Varagine
- Ron Perlman – Salwator
- Elya Baskin – Seweryn
- Volker Prechtel – Malachiasz
- Feodor Chaliapin Jr. – Jorge z Burgos
- William Hickey – Hubertyn z Casale
- Michael Habeck – Berengar
- Urs Althaus – Wenancjusz
- Valentina Vargas – Dziewczyna
- Leopoldo Trieste – Michał z Ceseny
- Kim Rossi Stuart – Wieśniak

## Fabuła
Rok 1327. Do jednego z opactw benedyktyńskich w północnych Włoszech przybywa ze specjalną misją angielski franciszkanin, Wilhelm z Baskerville, któremu towarzyszy młody nowicjusz, Adso z Melku. Franciszkanie pozostawali wówczas w konflikcie z papiestwem, głosząc jako prawdę wiary ubóstwo Chrystusa, który jeśli nawet posiadał rzecz jaką wespół z apostołami, to tylko w formie usus facti (łac. rzeczywistego używania). W opactwie miało nastąpić spotkanie mające na celu rozstrzygnięcie związanych z tym kontrowersji – franciszkanie zmierzali do odbudowy czystości i cnoty zakonu, podczas gdy hierarchia kościelna dążyła do zachowania władzy, przywilejów i bogactwa.
Nim jednak dojdzie do tego spotkania, na które ma przybyć także wielki inkwizytor Bernard Gui, Wilhelm stara się przeniknąć mroczną tajemnicę opactwa. Tuż przed jego pojawieniem się, zginął w tajemniczych okolicznościach jeden z mnichów – Adelmus. Nikt nie wie, czy to było samobójstwo, czy morderstwo - do momentu gdy odnalezione zostają kolejne zwłoki – brat Wenancjusz został prawdopodobnie utopiony w kadzi ze świńską krwią. Bystry franciszkanin prowadzi śledztwo starając się rozszyfrować wszystkie możliwe tropy, mogące rzucić światło na zagadkowe zbrodnie. Gdy zostaje popełniona trzecia z nich, zaczynają się one układać w osobliwy wzór, dla którego inspiracją była Apokalipsa świętego Jana. Z jednej strony mnisi są zaniepokojeni sytuacją, którą chcieliby wyjaśnić jak najszybciej, z drugiej – pragnęliby wiele ukryć przed dociekliwym Anglikiem. Podczas gdy jedni starają się mu pomóc, podsuwając użyteczne informacje, drudzy mylą tropy, utrudniają śledztwo, mnożą zakazy. Ślady jednoznacznie wiodą do biblioteki, gdzie mieści się pilnie strzeżony, wspaniały księgozbiór opactwa, ale Wilhelm nie dostaje zgody, by tam wejść.
Tymczasem kolejne ofiary miały do czynienia niewątpliwie z jakąś dziwną księgą o tajemniczych właściwościach. Podczas gdy Wilhelm trudzi się rozwiązywaniem zagadek, objaśniając Adsowi sens swoich cząstkowych odkryć, młody nowicjusz przeżywa olśniewające spotkanie z dziewczyną, która oddawała się mnichom w zamian za resztki jedzenia (cierpiący głód mieszkańcy wioski zwykli byli czyhać na odpadki z klasztoru). Miłosna inicjacja sprawia, iż Adso zakochuje się w nieznajomej. Wilhelm odnajduje przejście do biblioteki, która ma postać labiryntu pełnego pułapek nader niebezpiecznych dla śmiałków. Potwierdza się jego przypuszczenie, iż przypadki tajemniczych śmierci wiążą się z księgą, która zabija – ofiary mają czarny palec (od odwracania nasączonych trucizną kartek) i język (od ślinienia palca, by w ten sposób łatwiej odwracać strony).
Opactwo stopniowo zapełnia się nowymi przybyszami, a obecność inkwizytora powoduje kolejne kłopoty. Salwator, prostaczek o heretyckiej przeszłości, który znalazł schronienie w klasztorze, daje się przyłapać na odprawianiu jakichś zabobonnych praktyk. Wykorzystywał do nich też ową dziewczynę, w której zakochał się Adso. Zostaje ona oskarżona o czary i zgodnie z prawem grozi jej spalenie na stosie. Wilhelm tłumaczy zrozpaczonemu chłopcu, że nic nie może dla niej zrobić. Dyskusje religijne przerywa znalezienie kolejnych zwłok – tragiczna seria zdaje się nie mieć końca. W momencie gdy płoną stosy, wzburzona ludność wioski ujmuje się za swoimi i rusza przeciw strażnikom. Bernard Gui w popłochu opuszcza opactwo, ale jego powóz ulega wypadkowi. Okrutny inkwizytor ginie, gdy rozwścieczony tłum zrzuca go w przepaść. Ludowe poczucie sprawiedliwości zostaje więc w pełni zaspokojone, a dziewczyna ocalona.
Wilhelm dociera wreszcie do jądra tajemnicy, której strażnikiem jest jeden z dwóch najstarszych mnichów opactwa – ślepy Jorge z Burgos – to on strzegł dostępu do ksiąg. Wilhelm żąda od niego tajemniczej księgi, która sprowadza śmierć. Okazuje się nią poświęcony komedii - drugi tom „Poetyki” Arystotelesa – nikomu nieznany, a według badaczy zaginiony albo nigdy nieistniejący. Jorge nie chce by ktokolwiek czytał tę książkę, gdyż śmiech, któremu jest poświęcona (Arystoteles uważał śmiech za siłę dobrą, która ma także walory poznawcze), jest w jego przeświadczeniu czymś niegodnym i niedorzecznym. Starzec realizując ostatnie hasło Apokalipsy, zjada zatrute karty księgi i wznieca ogień w bibliotece. Bohaterowie są bezsilni wobec potęgi żywiołu – najwspanialsza biblioteka świata pada ofiarą płomieni. Wilhelm i jego uczeń, którzy zdołali ocaleć, opuszczają klasztor, a na drodze wiodącej z opactwa Adso po raz ostatni spotyka dziewczynę.

## Kontrowersje
Profesor historii średniowiecznej na Uniwersytecie w Pizie, Marco Tangheroni, stwierdził:

Opis Kościoła z epoki, w której rozgrywa się film, jest całkowicie fałszywy. Film, w swoich marginesowych ekstremach, przedstawia nieprawdziwą wizję Kościoła średniowiecznego, wymyśloną przez gniewnych antykatolików w wiekach XVIII–XIX, aby zdeformować pełen światła okres w historii ludzkości.

## Miejsce kręcenia[3]
W filmie przedstawiono wnętrza dwunastowiecznego klasztoru Cystersów Eberbach, a również wzniesiono romański kościół (niemal w całości z kamienia). Zaś za bibliotekę posłużyła dekoracja w studiu filmowym Cinecittà.
Film kręcony był w Rzymie oraz w klasztorze Eberbach w mieście Eltville am Rhein.